# Euphorbia venteri
Euphorbia venteri är en törelväxtart som beskrevs av Leslie Larry Charles Leach, R.H.Archer och Susan Carter. Euphorbia venteri ingår i släktet törlar, och familjen törelväxter.
Artens utbredningsområde är Botswana. Inga underarter finns listade i Catalogue of Life.